# Аль-Мухтади Биллах
Абу́ Исха́к Муха́ммад ибн Хару́н (араб. أبو إسحاق محمد بن هارون‎), известный под тронным именем аль-Мухтади́ Билла́х (араб. المهتدي بالله‎ — «Ведомый Аллахом»; убит в 870 году) — багдадский халиф из династии Аббасидов.

## Биография
Аль-Мухтади был сыном халифа Аль-Васика. Он взошёл на трон в 869 году во время анархии в Самарре, после того как солдатами-тюрками, которым долгое время не выплачивалось жалованье, был замучен до смерти предыдущий халиф Зубайр аль-Мутазз.
Аль-Мухтади резко сократил расходы на двор: певцов обоего пола изгнали, содержавшихся при дворце львов убили, собак увели. Его семья была обязана жить жизнью набожных аскетов. Халиф лично сидел каждую неделю в суде, принимая прошения от граждан и разбирая жалобы. Историки считают, что в более благоприятных условиях он мог бы стать одним из лучших халифов и возродить халифат, но реальность не оставила ему на это времени.
В декабре 869 года в Самарру из северного Ирана вернулся тюркский полководец Муса, прослышав, что другой тюркский полководец — Салих — прибирает к рукам государственные средства. 19 декабря Муса вступил с войсками в Самарру, схватил халифа и увёз. Тем временем Салих, найдя поддержку среди сбежавших тюрков, спрятался. Халиф попытался успокоить тюрков, и рядовые солдаты, пожаловавшись, что такие люди, как Муса и Салих, процветают за их счёт, предложили халифу союз против офицеров, попросив назначить одного из его братьев их командиром. Переписка между халифом и тюркским солдатами продолжилась, и 12 января 870 года халиф согласился на их требования.
16 января пришли новости, что группа бедуинских разбойников сожгла маленький городок Балад возле Мосула. Халиф попытался отправить туда тюркские войска, но командующие отказались уходить. Лишь после того, как 28 января 870 года был пойман и казнён Салих, Муса со своими людьми оставил Самарру и отправился на север сражаться с бедуинами.
Халиф попытался использовать отсутствие Мусы для подрыва его позиций. Он написал Байикбеку — одному из командиров в армии Мусы — письмо, приказав принять командование на себя и привезти Мусу в цепях. Однако Байикбек отнёс письмо прямо к Мусе, и они договорились о совместных действиях против халифа. 16 июня Байикбек прибыл к халифу и извинился, что не схватил Мусу. Халиф приказал казнить Байикбека, а его голову выбросить к сопровождавшим его солдатам, однако те после этого восстали и убили командира дворцовой стражи. Халиф вызвал дополнительные войска из тех рядовых тюрок, что недавно поклялись лично ему, и началась схватка.
Халиф попытался как прежде лично обратиться к тюркам, но солдаты ответили, что по призыву родственников мёртвого Байикбека все тюрки отложили в сторону распри и объединились против халифа. Тогда халиф в отчаянии с мечом в руке пошёл по городу и призывал простой народ поддержать его, но никто не вышел ему на помощь. В итоге халиф был ранен стрелой на крыше дворца и был вынужден сдаться. 21 июня народу было выставлено его мёртвое тело, подготовленное к похоронам.